# Larry Abramson
Larry Abramson (Zuid-Afrika, 1954) is een Israëlisch kunstschilder.

## Biografie
Larry Abramson werd in 1954 in Zuid-Afrika geboren. In 1961 emigreerde Abramson met zijn familie naar Israël en kwam hij in Jeruzalem te wonen. Abramson studeerde tussen 1973 en 1974 kunst aan de Chelsea College of Art and Design in Londen. Na zijn terugkomst in Israël werd Abramson werkzaam als drukker en curator van exposities bij de Jerusalem Print Workshop. Abramson zou hier werkzaam zijn van 1975 tot 1986.
Abramson had zijn eerste solo-expositie in 1975. Zijn werk in de jaren 80 handelde met een variatie van symbolen uit de modernistische Europese kunst, waaronder Black Square (1913) van Kazimir Malevitsj. Dit werk gebruikte Abramson om dynamische situaties in combinatie met simplificatie te creëren en zodoende ontstond een figuratieve manier van schilderen.
Gedurende 1993 en 1994 maakte Abramson de serie Tsuba, deze serie werd tentoongesteld in de Kibbutz Gallery. De serie bestond onder meer uit 38 natuurschilderingen op doek.

## Educatie
- 1973-1974 - Chelsea College of Art and Design, Londen

## Docentschap
- Vanaf 1984 - Bezalel Academy of Art and Design, Jeruzalem
- Vanaf 1992 - Hoofd van het kunstdepartement, Bezalel Academy of Arts and Design, Jeruzalem
- 2000 - Gastdocent San Francisco Art Institute, San Francisco

## Onderscheidingen en prijzen
- 1979 - "The Beatrice S. Kolliner Award" voor jong Israëlisch artiest, Israel Museum, Jeruzalem
- 1988 - "America Israel Cultural Foundation"
- 1991 - Zak Ohanaprijs, Tel Aviv Museum of Art, Tel Aviv
- 1993 - "Sharet Award" voor kunst en cultuur, ministerie van wetenschap, cultuur en sport (Israël)
- 1998 - Cultuurprijs, ministerie van cultuur en onderwijs (Israël)